# 小行星7303
小行星7303（英語：7303）是一颗围绕太阳公转的小行星。1993年3月25日，上田清二、金田宏在钏路市发现了此天体。
这颗小行星的绝对星等为99.35582等。